# 잔지바르붉은콜로부스

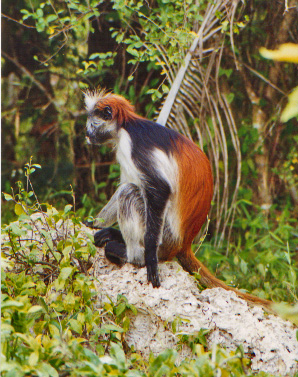

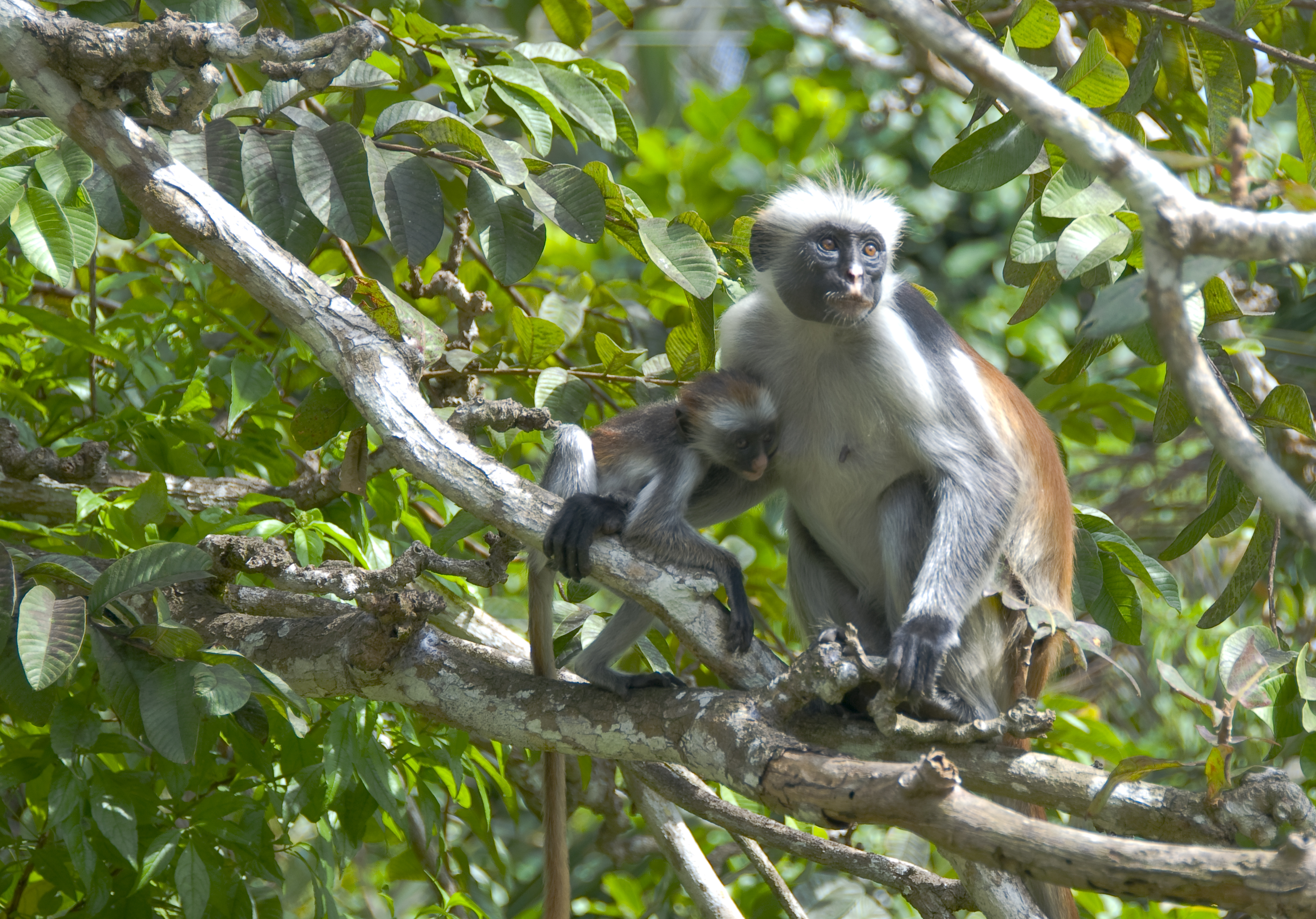

잔지바르붉은콜로부스(Piliocolobus kirkii)는 붉은콜로부스 원숭이의 일종으로, 원산지는 우간다와 탄자니아 원해의 잔지바르 군도의 주 섬이다. 또한 동물학에 처음으로 관심을 불러 일으킨, 잔지바르에 주재했던 존 커크(1832년-1922년)의 이름을 따서 커크붉은콜로부스로 알려져 있기도 한다. 현재, 멸종위기종으로 분류되고 있으며 1990년대 중반에 잔지바르에서 종 보존을 위한 깃대종으로 채택되기도 하였다. 또한 두 번에 걸쳐 분류되었다. 이전에는 콜로부스속(Colobus)으로 분류하였고, 좀 더 최근에는 붉은콜로부스속(Piliocolobus)으로 분류하고 있다.

## 특징
이 구세계원숭이의 털 색깔은 진한 붉은색부터 검은색까지 걸쳐 있으며, 검은색 줄무늬가 어깨와 팔을 따라서 있고, 하체는 엷은 색을 띠고 있다. 얼굴은 검고, 머리털은 관 모양으로 길고 희고, 다른 원숭이들과 구별되는 특징으로 입술과 코에 분홍색 반점이 있다. 또한 잔지바르붉은콜로부스는 긴 꼬리를 균형을 잡는 데 사용한다. 암컷은 크기와 색깔 면에서 수컷과 약간 다르며, 통상적으로 집단 내에서 수컷보다 그 수가 많다.

## 행동
네 마리의 수컷과 다수의 성숙한 암컷으로 집단을 형성한다. 또한 새끼들도 나이가 들면서 그 집단 내에 편입된다. 한 집단 내의 원숭이의 수는 30마리에서 50마리까지 다양하다. 이 원숭이들은 여러 사회적 행동을 하며, 먹이를 먹는 일 사이의 휴식 기간에, 종종 놀이를 하거나 몸 손질을 한다.
먹이를 구하는 행동 또한 집단적으로 한다. 이들은 아침에 먹이를 구하기 시작하며, 하루 중에 시원할 때에 좀 더 활동적으로 움직인다. 수컷이 그 집단에 큰 소리를 내는 것은 먹이를 위해 다른 나무로 이동할 준비가 된 것을 의미한다. 이 원숭이는 나뭇잎과 새싹, 씨앗, 꽃 그리고 익지 않은 과일을 종종 먹는다. 익은 과일을 먹지 않는 소수의 종들 중 하나이다. 네 개의 방을 지닌 하나의 위장을 지니고 있으며, 과일에 들어있는 당분을 소화시킬 수 없다. 또한 숯을 먹는 데, 이는 나뭇잎에 있는 독소를 본해시키기 위한 것으로 보인다.
잔지바르붉은콜로부스는 해안가의 관목 또는 잡목 숲과 같은 젖은 지역보다는 건조 지역을 선호하지만, 경작지와 맹그로브 습지에서 발견될 수도 있다. 경작지 근처에서 발견될 때는 사람들에게 좀 더 친숙하고, 지상에도 더 가깝게 내려 온다.

## 계통 분류
다음은 붉은콜로부스의 계통 분류이다.
|  | 프로이스붉은콜로부스 |
|  |                      |
|  | 페넌트콜로부스       |
|  |                      |

|  | 로마미붉은콜로부스          |
|  |                             |
|  | 오스탈렛붉은콜로부스 (서부) |
|  |                             |

|  | 오스탈렛붉은콜로부스 (동부) |
|  |                             |
|  | 중부아프리카붉은콜로부스    |
|  |                             |
|  | 우간다붉은콜로부스          |
|  |                             |
|  | 타나강붉은콜로부스          |
|  |                             |

|  | 우드중와붉은콜로부스 |
|  |                      |
|  | 잔지바르붉은콜로부스 |
|  |                      |

|  | 오스탈렛붉은콜로부스 (동부) |
|  |                             |
|  | 중부아프리카붉은콜로부스    |
|  |                             |
|  | 우간다붉은콜로부스          |
|  |                             |
|  | 타나강붉은콜로부스          |
|  |                             |

|  | 우드중와붉은콜로부스 |
|  |                      |
|  | 잔지바르붉은콜로부스 |
|  |                      |

|  | 프로이스붉은콜로부스 |
|  |                      |
|  | 페넌트콜로부스       |
|  |                      |

|  | 로마미붉은콜로부스          |
|  |                             |
|  | 오스탈렛붉은콜로부스 (서부) |
|  |                             |

|  | 오스탈렛붉은콜로부스 (동부) |
|  |                             |
|  | 중부아프리카붉은콜로부스    |
|  |                             |
|  | 우간다붉은콜로부스          |
|  |                             |
|  | 타나강붉은콜로부스          |
|  |                             |

|  | 우드중와붉은콜로부스 |
|  |                      |
|  | 잔지바르붉은콜로부스 |
|  |                      |

|  | 오스탈렛붉은콜로부스 (동부) |
|  |                             |
|  | 중부아프리카붉은콜로부스    |
|  |                             |
|  | 우간다붉은콜로부스          |
|  |                             |
|  | 타나강붉은콜로부스          |
|  |                             |

|  | 우드중와붉은콜로부스 |
|  |                      |
|  | 잔지바르붉은콜로부스 |
|  |                      |

|  | 프로이스붉은콜로부스 |
|  |                      |
|  | 페넌트콜로부스       |
|  |                      |

|  | 로마미붉은콜로부스          |
|  |                             |
|  | 오스탈렛붉은콜로부스 (서부) |
|  |                             |

|  | 오스탈렛붉은콜로부스 (동부) |
|  |                             |
|  | 중부아프리카붉은콜로부스    |
|  |                             |
|  | 우간다붉은콜로부스          |
|  |                             |
|  | 타나강붉은콜로부스          |
|  |                             |

|  | 우드중와붉은콜로부스 |
|  |                      |
|  | 잔지바르붉은콜로부스 |
|  |                      |

|  | 오스탈렛붉은콜로부스 (동부) |
|  |                             |
|  | 중부아프리카붉은콜로부스    |
|  |                             |
|  | 우간다붉은콜로부스          |
|  |                             |
|  | 타나강붉은콜로부스          |
|  |                             |

|  | 우드중와붉은콜로부스 |
|  |                      |
|  | 잔지바르붉은콜로부스 |
|  |                      |

|  | 프로이스붉은콜로부스 |
|  |                      |
|  | 페넌트콜로부스       |
|  |                      |

|  | 로마미붉은콜로부스          |
|  |                             |
|  | 오스탈렛붉은콜로부스 (서부) |
|  |                             |

|  | 오스탈렛붉은콜로부스 (동부) |
|  |                             |
|  | 중부아프리카붉은콜로부스    |
|  |                             |
|  | 우간다붉은콜로부스          |
|  |                             |
|  | 타나강붉은콜로부스          |
|  |                             |

|  | 우드중와붉은콜로부스 |
|  |                      |
|  | 잔지바르붉은콜로부스 |
|  |                      |

|  | 오스탈렛붉은콜로부스 (동부) |
|  |                             |
|  | 중부아프리카붉은콜로부스    |
|  |                             |
|  | 우간다붉은콜로부스          |
|  |                             |
|  | 타나강붉은콜로부스          |
|  |                             |

|  | 우드중와붉은콜로부스 |
|  |                      |
|  | 잔지바르붉은콜로부스 |
|  |                      |